# Kultur der Armut
Kultur der Armut ist ein vom amerikanischen Ethnologen Oscar Lewis (1914–1970) geprägter Begriff (englisch culture of poverty). Laut Lewis sei die Lebensweise der Mitglieder der Kultur der Armut von Denk- und Handlungsmustern geprägt, die von Generation zu Generation innerhalb der kulturellen Einheit weiter vererbt würden. Lewis betont jedoch, dass nicht alle Armen Mitglieder der Kultur der Armut seien; es gebe in armen Ländern unter der verarmten Bevölkerung auch andere kulturelle Milieus.
Die Kultur der Armut sei geprägt durch den Wunsch nach sofortiger Bedürfniserfüllung – langfristige Strategien würden kaum verfolgt. Lewis selbst beschreibt die Kultur der Armut folgendermaßen:

„Die Armen sind gezwungen, in überfüllten Elendsquartieren zu leben; auf jede Möglichkeit des Alleinseins zu verzichten; ein Herdendasein zu fristen; immer wieder beim Alkohol Zuflucht zu suchen und nicht nur beim Schlichten ihrer Streitigkeiten, sondern auch in der Erziehung ihrer Kinder häufig rohe Gewalt anzuwenden. Kennzeichnend für die Lebensweise dieser Volksschichten ist ferner, dass die Frauen oft von ihren Männern geschlagen werden. Das Sexualleben beginnt früh; man heiratet aufgrund mündlicher Übereinkunft und lebt in freien Verbindungen; viele Männer verlassen Frau und Kind, daher gibt es unzählige Familien, deren Mittelpunkt die Mutter mit ihren Verwandten bildet. [… Typisch ist] eine starke auf die unmittelbare Gegenwart gerichtete Orientierung mit nur geringer Bereitschaft, sich einen augenblicklichen Wunsch zu versagen und für die Zukunft zu planen; ein Gefühl der Resignation und des Fatalismus, das in der eigenen schweren Lebenslage seine Begründung hat; der Glaube an die männliche Überlegenheit, der sich bis zum Maskulinintätskult (machismo) steigert; ein diesem Glauben entsprechender Märtyrerkomplex unter den Frauen und ein hoher Grad von Toleranz gegenüber allen Arten psychologischer Pathologie.“

Weitere Merkmale der Kultur der Armut sind:
- mangelnde Integration in gesellschaftliche Institutionen (mit Ausnahme des Militärs und wohlfahrtsstaatlicher Einrichtungen)
- ständige Geldknappheit, Leihen von Geld, Verpfänden von Gegenständen
- ungenügende Bildung, Analphabetismus
- Misstrauen gegenüber der Polizei und der Regierung

Lewis wandte sich gegen eine Stigmatisierung der Armen. Die Kultur der Armut reflektiere wirtschaftliche Ungleichheit und Ungerechtigkeit. Eine Umverteilung des Reichtums reiche jedoch nicht aus, um die Kultur der Armut aufzubrechen. Sie sei fest im Sozialisationsprozess der armen Bevölkerungsschichten verwurzelt. Lewis hoffte auf eine Überwindung durch Reformpolitik, den Ausbau der Sozialarbeit und Therapien für Arme und verhaltensauffällige Mitbürger.